# طريق طبرق-أجدابيا
طريق طبرق-أجدابيا هو طريق أسفلتي سريع في شمال شرق ليبيا يربط ما بين مدينتي طبرق وأجدابيا، وقد قلص المسافة من 620 كم (عبر الطريق الساحلي الليبي) إلى حوالي 410 كم. لكن الحركة على هذا الطريق صغيرة نسبياً. ويستعمل هذا الطريق من قبل المسافرين من طرابلس إلى طبرق (أو مصر)، وبالعكس.
بعد قيام ثورة 17 فبراير عام 2011، شهدت هذا الطريق مجموعة من الحوادث جعل السير فيه على قدر من الخطورة، ومنها:
1. مايو 2014: قامت مجموعة مسلحة باحتجاز أكثر من مائة شاحنة، و 200 سائقٍ مصري يعملون على تلك الشاحنات، قبل ان يتم اطلاق سراحهم.[1][2]
2. أغسطس 2014:اختطاف خمسة صحفيين تابعين لقناة برقة كانوا عائدين من طبرق بعد تغطية افتتاح مجلس النواب الليبي، ثم أُعلن أن خاطيفهم قاموا بتصفيتهم.[3]
3. أغسطس 2015: الهجوم على «بوابة ال200» (نقطة تفتيش تقع تقريباً في وسط الطريق)، من قبل أفراد قيل أنهم ينتمون لتنظيم الدولة الإسلامية مما أدى إلى مقتل حوالي أربعة جنود كانوا يحرسونها.[4]